# 館川まこ
館川 まこ（たてかわ まこ）は、日本のイラストレーター、漫画家。主に美少女ゲームやライトノベルの分野で活動する。同じくイラストレーターのゆえなせつとともにWNB（ワンブ）というサークルを主宰している。
2003年より、『Maple Colors』『月姫』『To Heart』『CLANNAD』などの美少女ゲームのアンソロジーや『アクエリアンエイジ』や『リセ』などのトレーディングカードゲームに漫画やイラストを提供している。
『電撃萌王』の2013年12月号から2014年10月号までイラストコラム「クローマ骨董館」を連載していた。家庭の事情により成人向けのイラストは描いていなかったが、2015年にぱれっとクオリアのPCゲーム『オトメ＊ドメイン』で初めて18禁の原画を担当することになった。

## 参加作品

### ゲーム
- オトメ＊ドメイン（ぱれっとクオリア）
- FORTUNE×WORLD（仮）（GLOVETY）

### ライトノベル
- 俺が主人公じゃなかった頃の話をする（二階堂紘嗣、MF文庫J）
- Rewriteノベルアンソロジー1（原作：Key、VA文庫）
- 同棲から始まるオタク彼女の作りかた（村上凛、富士見ファンタジア文庫）

### その他
- ましろ色シンフォニー（テレビアニメ第2話エンドカードイラスト）